# Fort Worth
Fort Worth är huvudort i Tarrant County i delstaten Texas i USA. Staden är den sjätte folkrikaste i Texas med 727 575 invånare (2009). Tillsammans med Dallas bildar Fort Worth och några städer till ett av USA:s största storstadsområden kallat "The Dallas-Fort Worth Metroplex" (ca 6 miljoner invånare). Centrala Fort Worth ligger omkring 50 km väster om centrala Dallas.

## Historia
Som namnet antyder var Fort Worth från början ett militärläger, men har blivit mest känd som en av de främsta cowboy-städerna, med omfattande boskapshandel. När man började utvinna olja i västra Texas lades denna bransch till Fort Worths identitet.

## Kommunikation
Fort Worth har tillsammans med Dallas gett namn till en av världens absolut största och mest trafikerade flygplatser, Dallas-Fort Worth International Airport, belägen mellan de två städerna.

## Celebriteter
- Townes Van Zandt, countrysångare